# Mausoleum von Belevi
Koordinaten: 38° 0′ 53″ N, 27° 28′ 20″ O

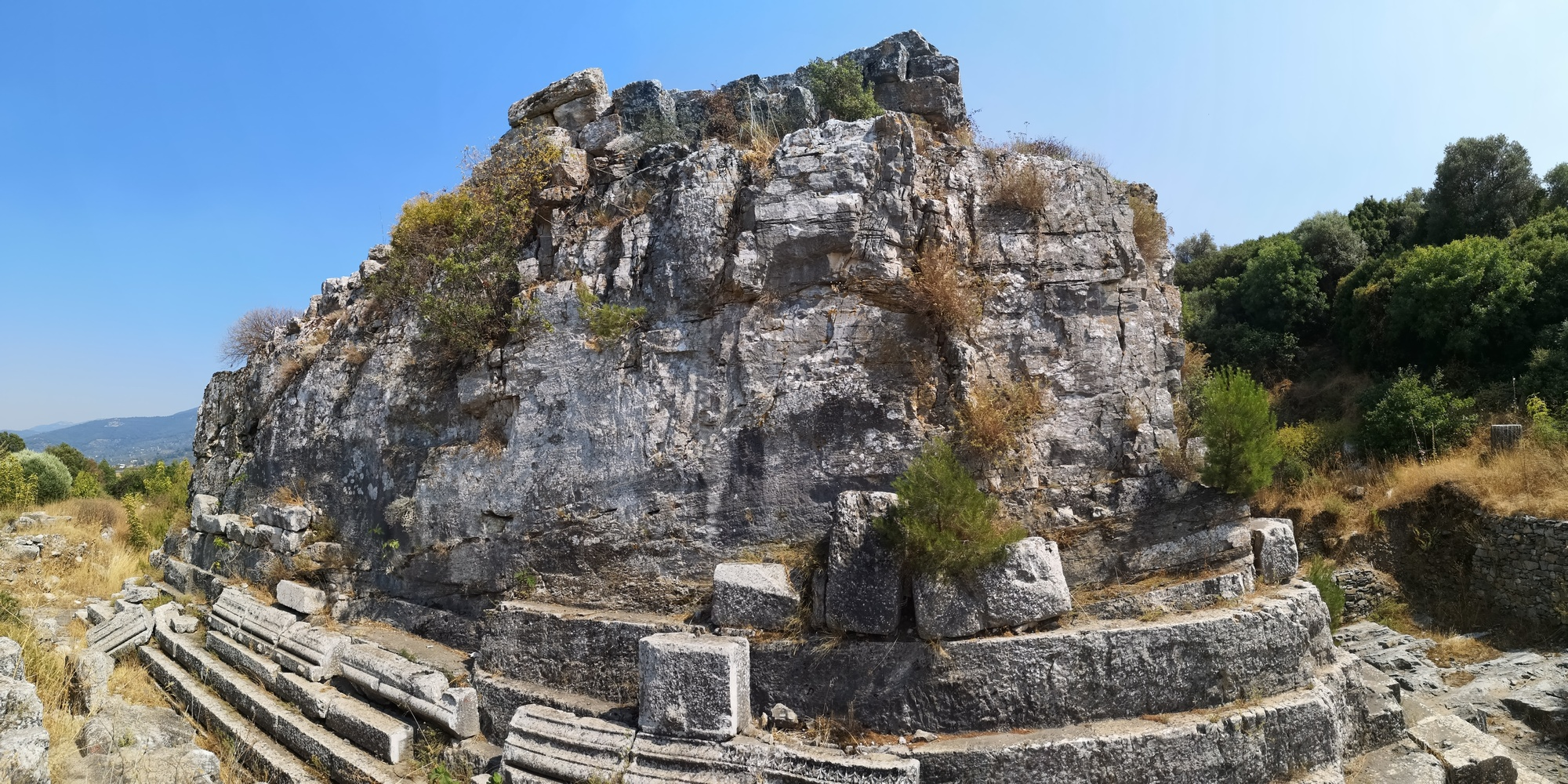
Mausoleum von Belevi

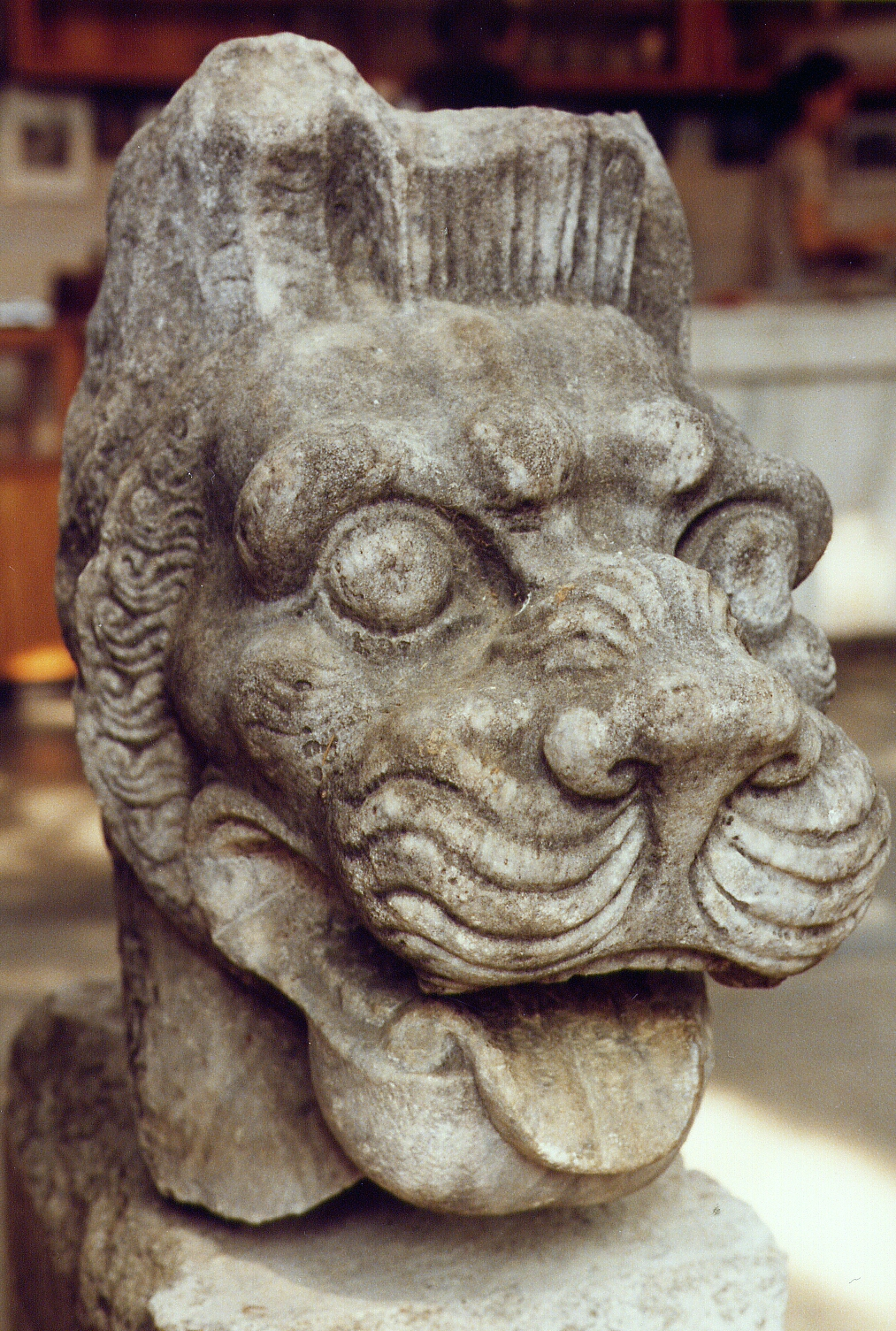
Löwenkopf aus Belevi im Ephesos-Museum Selçuk

Das Mausoleum von Belevi ist ein monumentaler antiker Grabbau östlich des Dorfes Belevi in der Nähe des antiken Ephesos in der Westtürkei.
Die noch sichtbaren Reste des Mausoleums bestehen aus einem Steinsockel mit einem Umfang von ca. 30 × 30 Metern und einer Öffnung auf der Südseite, in der sich ein Sarkophag befunden haben soll. Säulenteile nahe dem Monument lassen darauf schließen, dass auf diesem etwa 10 Meter hohen Sockel ein Säulenhof bestanden hat. Ein Greif und ein Löwenkopf, die zu den Ornamenten des Mausoleums gehörten, sind im Ephesos-Museum Selçuk ausgestellt.
Datierung (4. oder 3. Jahrhundert v. Chr.) und ursprünglicher Grabinhaber werden in der Forschung diskutiert. Vorgeschlagen wurden unter anderem Lysimachos, ein Gefährte Alexanders des Großen, sein Sohn Agathokles, der Seleukidenherrscher Antiochos II. (286–246 v. Chr.), der persische Satrap Autophradates, Mentor von Rhodos, Bruder des Feldherrn Memnon, oder ein Heroon für den Hirten Pixodaros Euangelos.